# 达伯利
达伯利（英語：Dubberly）是美国路易斯安那州下属的一座村镇。根据2010年美国人口普查，该市有人口273人。建置上，属于“village”。